# پان انترتینمنت
پان اینترتینمنت (انگلیسی: Pan Entertainment) شرکت رسانه‌ای کره‌ای است، که در سال ۱۹۹۸ تأسیس شد.